# باشگاه فوتبال شالکه ۰۴
باشگاه فوتبال شالکه ۰۴ (به آلمانی: FC Schalke 04) باشگاه فوتبال آلمانی است که در گلزن‌کیرشن قرار دارد. این تیم در حال‌حاضر در بوندس‌لیگا رقابت می‌کند و تاکنون هفت بار قهرمان بوندس‌لیگا شده‌است. این باشگاه در سال ۱۹۰۴ تأسیس شده و علت قرارگیری عدد ۰۴ در انتهای نام تیم نیز به‌خاطر این تاریخ است.
شالکه ۰۴ یکی از پر هوادارترین تیم‌های فوتبال در آلمان است؛ هرچند این تیم بین سال‌های ۱۹۳۰ تا اوایل ۱۹۴۰ افتخارات مهمی کسب کرده‌است ولی هواداران متعصب بسیاری دارد و تلاش خود را برای کسب جام کرده‌است. شالکه در بوندسلیگا ، در بالاترین سطح فوتبال آلمان سابقه حضور دارد. شالکه با  ۱۵۸,۰۰۰ عضو, دومین باشگاه در آلمان و سومین باشگاه در جهان پس از بنفیکا و بایرن مونیخ است. این باشگاه همچنین در سایر ورزش‌ها مانند: دو و میدانی، تنیس روی میز، بسکتبال، هندبال، ورزش‌های زمستانی و ورزش الکترونیک نیز فعالیت دارد.
این تیم تاکنون ۷ بار قهرمان آلمان، ۵ بار قهرمان جام حذفی فوتبال آلمان، یک بار قهرمان سوپر جام فوتبال آلمان و ۱ بار هم قهرمان لیگ اروپا شده‌است.
از سال ۲۰۰۱ به بعد فلتینس آرنا ورزشگاه خانگی این باشگاه شد و این تیم تمام بازی‌های خانگی خود را در این ورزشگاه انجام می‌دهد. شالکه رقابت دیرینه با تیم فوتبال بروسیا دورتموند دارد و از بازی این دو تیم به عنوان رور دربی یاد می‌کنند که مهم‌ترین دربی فوتبال آلمان به‌شمار می‌رود. 
باشگاه شالکه ۰۴ با درآمد ۱۹۸ میلیون یورو در سال، در ردهٔ دوازدهم پر درآمدترین باشگاه‌های فوتبال قرار دارد. همچنین این باشگاه با ارزشی معادل ۴۴۶ میلیون یورو با ۱۶ درصد افزایش نسبت به سال قبل، در رتبهٔ دوازدهم ارزشمندترین باشگاه‌های فوتبال جهان از دیدگاه مجلهٔ اقتصادی فوربز قرار دارد.
از بازیکنانی که در شالکه پرورش یافته یا در این تیم حضور داشته اند میتوان به لئون گورتسکا، مانوئل نویر و ژوئل متیپ اشاره کرد.

## افتخارات
بوندس لیگا آلمان
- قهرمانی (۷)
- ۱۹۳۴ ، ۱۹۳۵ ، ۱۹۳۷ ، ۱۹۳۹ ، ۱۹۴۰ ، ۱۹۴۲ ، ۱۹۵۸

جام حذفی آلمان 
- قهرمانی (۵)
- ۱۹۳۷ ، ۱۹۷۲ ، ۲۰۰۱ ، ۲۰۰۲ ، ۲۰۱۱

سوپر جام آلمان
- قهرمانی (۱)
- ۲۰۱۱

لیگ اروپا
- قهرمانی (۱)
- ۱۹۹۷

## بازیکنان

### بازیکنان فعلی
تا تاریخ ۳۱ ژانویه ۲۰۲۲
| شماره |               | پست       | بازیکن                                      |
| ----- | ------------- | --------- | ------------------------------------------- |
| ۱     | آلمان         | دروازه‌بان | رالف فیرمن (کاپیتان چهارم)                  |
| ۲     | هلند          | مدافع     | توماس اوویجان (قرضی از آلکمار)              |
| ۳     | ژاپن          | مدافع     | کو ایتاکورا (قرضی از منچسترسیتی)            |
| ۴     | ایسلند        | هافبک     | ویکتور پالسون (کاپیتان دوم)                 |
| ۵     | نروژ          | مدافع     | ماریوس لود                                  |
| ۷     | مقدونیه شمالی | هافبک     | دارکو چرلینوف (قرضی از اشتوتگارت)           |
| ۸     | آلمان         | هافبک     | دنی لاتسا (کاپیتان)                         |
| ۹     | آلمان         | مهاجم     | سایمون تروده (کاپیتان سوم)                  |
| ۱۰    | اروگوئه       | هافبک     | رودریگو زالازار (قرضی از اینتراخت‌فرانکفورت) |
| ۱۱    | آلمان         | مهاجم     | ماریوس بولتر                                |
| ۱۴    | کره جنوبی     | هافبک     | لی دنگ-جیونگ (قرضی از اولسان‌هیوندای)        |
| ۱۶    | نروژ          | مدافع     | آندریاس ویندهِیم (قرضی از اسپاراتا‌پراگ)      |
| ۱۷    | آلمان         | هافبک     | فلوریان فلیک                                |
| ۱۸    | آلمان         | هافبک     | مارک رزاتکوفسکی                             |

| شماره |        | پست       | بازیکن                            |
| ----- | ------ | --------- | --------------------------------- |
| ۲۱    | آلمان  | مهاجم     | ماروین پیرینگر (قرضی از فرایبورگ) |
| ۲۴    | آلمان  | هافبک     | دامینیک درِکسلر                    |
| ۲۶    | سنگال  | مدافع     | سلیف سانه                         |
| ۲۷    | اتریش  | هافبک     | رینهولد رانفتل                    |
| ۳۰    | اتریش  | دروازه‌بان | مارتین فرایسل                     |
| ۳۳    | آلمان  | مدافع     | مالیک تیاو (کاپیتان پنچم)         |
| ۳۴    | اتریش  | دروازه‌بان | میشائیل لنگر                      |
| ۳۵    | لهستان | مدافع     | مارثین کامینسکی                   |
| ۳۶    | کوزوو  | هافبک     | بلندی ایدریزی                     |
| ۳۸    | آلمان  | هافبک     | مهمِت-چان آیدین                    |
| ۳۹    | روسیه  | هافبک     | یارسولاو میخایلوف (قرضی از زنیت)  |
| ۴۱    | آلمان  | مدافع     | هنینگ ماتریسیانی                  |
| ۴۲    | آلمان  | هافبک     | کریم چالهانوغلو                   |

### دیگر بازیکنان تحت قرارداد
| شماره |       | پست   | بازیکن      |
| ----- | ----- | ----- | ----------- |
|       | مراکش | هافبک | نسیم بوجلاب |

### بازیکنان قرض داده شده
| شماره |       | پست   | بازیکن                                     |
| ----- | ----- | ----- | ------------------------------------------ |
|       | آلمان | مدافع | تیمو بکر (در هانزا روستوک تا ۳۰ ژوئن ۲۰۲۲) |
|       | آلمان | هافبک | کان بوزدوغان (در بشیکتاش تا ۳۰ ژوئن ۲۰۲۲)  |
|       | مراکش | هافبک | امین حارث (در مارسی تا ۳۰ ژوئن ۲۰۲۲)       |
|       | ترکیه | مدافع | اوزان کاباک (در نوریچ تا ۳۰ ژوئن ۲۰۲۲)     |

| شماره |       | پست   | بازیکن                                         |
| ----- | ----- | ----- | ---------------------------------------------- |
|       | ولز   | مهاجم | رابی ماتوندو (در سرکل بروژ تا ۳۰ ژوئن ۲۰۲۲)    |
|       | مراکش | مدافع | حمزه مندیل (در غازی‌عینتاب تا ۳۰ ژوئن ۲۰۲۲)     |
|       | آلمان | هافبک | لونت مرجان (در فاتح‌کاراگومروک تا ۳۰ ژوئن ۲۰۲۲) |
|       | بلژیک | مدافع | درایس وُترز (در مشلان تا ۳۰ ژوئن ۲۰۲۲)          |

### تیم رِزرو
| شماره |                  | پست   | بازیکن         |
| ----- | ---------------- | ----- | -------------- |
| ۴۳    | جمهوری آذربایجان | مهاجم | روفَت داداشوف   |
| ۴۴    | کوزوو            | مهاجم | بلِرون کراسنیکی |
| ۴۵    | هلند             | هافبک | جیمی کاپاروس   |
| ۴۷    | نروژ             | هافبک | میکائیل مادن   |

| شماره |         | پست   | بازیکن          |
| ----- | ------- | ----- | --------------- |
|       | هلند    | مهاجم | نلسون آمادین    |
|       | اروگوئه | مهاجم | ماتئو آرامبوریو |
|       | آلمان   | هافبک | اسفن مِندِ        |